# Tolumnia velutina
Tolumnia velutina är en orkidéart som först beskrevs av John Lindley och Joseph Paxton, och fick sitt nu gällande namn av Guido Jozef Braem. Tolumnia velutina ingår i släktet Tolumnia och familjen orkidéer.
Artens utbredningsområde är Kuba. Inga underarter finns listade i Catalogue of Life.